# Hinckley
Hinckley är en stad och en unparished area i grevskapet Leicestershire i England. Det är huvudorten i i distriktet Hinckley and Bosworth. Orten hade 50 712 invånare år 2021. Steden nämndes i Domedagsboken (Domesday Book) år 1086, och kallades då Hinchelie.